# François Bilger
 (juillet 2022).
 (avril 2010).
Si vous disposez d'ouvrages ou d'articles de référence ou si vous connaissez des sites web de qualité traitant du thème abordé ici, merci de compléter l'article en donnant les références utiles à sa vérifiabilité et en les liant à la section « Notes et références ».
Pour les articles homonymes, voir Bilger.
François Bilger  est un économiste français, né le 7 janvier 1934 à Colmar et mort le 6 juillet 2010 à Strasbourg. Il est l'auteur de "La Pensée Économique dans l'Allemagne Contemporaine" publié en 1964, qui deviendra pendant plusieurs années, l'ouvrage de référence en langue française sur l'ordolibéralisme. De 1972 à 1976, il est membre de la Commission des comptes et budgets économiques de la nation, puis adjoint au maire de Strasbourg et président du port autonome de Strasbourg de 1977 à 1983. Son ouvrage l'Expansion dans la Stabilité, dans lequel il expose une nouvelle théorie de l'inflation, basée sur l'inélasticité de la demande aux prix, obtient le prix Ugo-Papi du meilleur livre d'économie en 1986.

## Biographie

### Jeunesse et études
Son père Joseph Bilger (1905-1975) est un homme politique alsacien, militant agrarien d'extrême droite, autonomiste et catholique de la fin de la Troisième République, condamné en 1947 à dix ans de prison pour collaboration avec les Nazis durant l'Occupation. Il a vécu avec sa mère, née Suzanne Gillet, après le divorce de ses parents. Il est frère de Pierre et Philippe Bilger.
François Bilger fait ses études secondaires au collège Stanislas à Paris avant d'aller étudier à l'université de la Sorbonne. Par la suite, il opte pour l'économie et suit les cours de la Faculté de droit de Paris où il passe son doctorat sous la direction de Daniel Villey. Sa thèse sur le courant ordolibéral allemand est achevée en 1960 et publiée en 1964.

### Carrière
Il a fait l'essentiel de sa carrière à la Faculté de droit puis à la Faculté des sciences économiques de Strasbourg où il fut titulaire d'une chaire d'économie politique de 1967 à 1996. De 1970 à 1985, il a dirigé un DEA d'économie européenne.
Il a été membre de plusieurs associations d'économistes : l'Association française des sciences économiques, le Verein Für Socialpolitik allemand et la Société du Mont Pèlerin.

## Œuvre
L'œuvre de François Bilger, peut être grossièrement ramenée à trois périodes : une réflexion sur le libéralisme qui influencera Foucault à la fin des années soixante-dix, son livre  Théorie Opérationnelle de l'Inflation de la Stabilisation et du Système Economique, publié en 1985 sous le titre de "L'Expansion dans la Stabilité", et enfin des études sur la monnaie et les zones monétaires menées au moment de la création de l'Euro et de la zone euro.

### Travail sur l'ordolibéralisme
Sa thèse au début des années 1960, et sa publication en 1964, autour de l'ordolibéralisme, mouvement libéral allemand d'après-guerre reconnaissant la nécessité d'une régulation pour atteindre un optimum économique et social. La thèse de François Bilger restera pendant 40 ans le texte de référence en langue française sur l'ordolibéralisme. Cette partie de l'œuvre de François Bilger est importante pour les personnes qui s'intéressent au libéralisme, particulièrement à l'ordolibéralisme, au néolibéralisme et à l'économie sociale de marché.

### Théorie Opérationnelle de l'Inflation de la Stabilisation et du Système Économique
Dans la  Théorie Opérationnelle de l'Inflation de la Stabilisation et du Système Économique, dont le titre est un clin d'œil à l'ouvrage le plus connu de Keynes, François Bilger offre une théorie nouvelle de l'inflation basée sur l'insuffisance de l'élasticité de la demande aux prix. Il propose en conséquence des outils d'action nouveaux contre l'inflation, lesquels ne présentent pas, selon lui, les effets secondaires négatifs sur la production et l'emploi que peut avoir la politique monétaire. Refusé en 1984 par l'éditeur Economica à cause de sa trop grande taille (530 pages), la Théorie Opérationnelle est partiellement réécrite pour sortir en 1985 sous le nom de l'Expansion dans la Stabilité. Cet ouvrage obtiendra le prix Ugo Papi en 1986.
Les grandes idées présentes dans l'ouvrage sont les suivantes :
- Les prix sont la somme de trois composantes : les salaires, les profits, et les impôts. Si les prix augmentent, c'est qu'au moins une des trois composantes augmente. Toute hausse de prix, toute inflation, est donc due à une augmentation de salaire(s), une volonté d'accroître les profits, ou une augmentation de la pression fiscale.
- On suppose habituellement que l'augmentation des prix fait baisser la demande, en d'autres termes que la demande est élastique aux prix. Or comment expliquer le fait que depuis 50 ans, nous avons à la fois une augmentation des prix et une augmentation de la demande (sans laquelle il ne pourrait par définition pas y avoir de croissance) ? Réponse : pour diverses raisons (indexations plus ou moins importantes des revenus sur les prix, caractère nécessaire de certains biens comme la nourriture ou le logement empêchant le recul de la demande, désir consumériste) la demande ne diminue pas avec les prix. Dans la réalité, la demande est souvent inélastique aux prix. Le cas des chocs pétroliers, au moment desquels une hausse comprise entre 100% et 300% de certains prix, ne provoque qu'une baisse d'au plus 15% de la demande, constitue l'un des exemples les plus frappants de ce phénomène d'insuffisante élasticité de la demande aux prix, que la science économique ne prend pas assez en compte.
- Une entreprise a deux moyens pour accroître ses bénéfices : augmenter sa production ou augmenter ses prix. Si un produit coûte 90 à fabriquer et est vendu 100, le bénéfice est de 10. Pour que l'entreprise qui produit ce bien, augmente de moitié ses bénéfices, il faut soit qu'elle accroisse de 50 % sa production, soit qu'elle augmente son prix de 5 %. Pour doubler ses bénéfices, il faut soit qu'elle double sa production, soit qu’elle augmente ses prix de 10 %. On voit donc que spontanément, les entreprises peuvent gonfler plus facilement leurs profits en jouant sur les prix que les quantités. Au surplus, augmenter l’échelle de production est un processus lourd (coûts d’agrandissement, recrutement, etc.) et comporte un risque fort en cas d’échec (surinvestissement inutile), tandis que la hausse des prix est quelque chose de rapide et facilement réversible en cas d’échec.
- Prenant acte de la possibilité d'améliorer leurs marges, il est rationnel pour les entreprises de monter leurs prix. Cela mène à une nouvelle explication de la stagflation : lorsque les entreprises constatent qu'elles peuvent gagner plus en augmentant leurs prix et sans produire plus, elles augmentent leurs prix (ce qui est par essence l'inflation) et n'embauchent pas, voire licencient si le progrès technique permet de produire autant avec moins de main d'œuvre.
- Il faudrait que la demande soit fortement élastique aux prix pour que les entreprises soient incitées à baisser leurs prix (pour attirer la demande) et à accroître l'échelle de production pour augmenter leurs profits. L'inflation n'est pas un phénomène purement macroéconomique lié à la volonté de la banque centrale (comme le pense la théorie monétariste, mais un phénomène microéconomique basé sur le renoncement des consommateurs à sanctionner les hausses de prix.
- François Bilger invente alors le Système Automatique de Stabilisation et de Stimulation (SASS), pour remplacer l'élasticité prix défaillante de la demande. L'idée est de supprimer l'impôt sur les sociétés (IS) qui est trop facilement contournable, par un système de taxation de l'inflation indue. Dans ce système, les entreprises ne peuvent augmenter leurs prix qu'à hauteur de la hausse de leurs coûts en capital et en travail. Si à volume de production inchangé, le chiffre d'affaires augmente plus que les coûts, le supplément est intégralement confisqué. La seule manière dont les entreprises peuvent alors augmenter leurs bénéfices réside dans une augmentation de la production. Le SASS empêche les prix d'augmenter abusivement et incite à accroître la production, ce qui permet la diminution du chômage. Ce système résout donc le dilemme de Phillips entre inflation et chômage.
- Il y a deux raisons pour lesquelles le SASS est préférable à la politique monétaire (basée sur la hausse des taux) pour lutter contre l'inflation. D'une part, le SASS tend à améliorer fortement la situation sur le marché de l'emploi, puisque la production est stimulée, tandis que la politique tend au contraire à casser la production. D'autre part, le SASS a un mode d'action microéconomique fin et précis, tandis que la politique monétaire agit de façon uniforme sur les différents secteurs, inflationnistes ou non, et constitue en tant que tel un instrument grossier de lutte contre l'inflation.
- Une faille du SASS remarquée tardivement par François Bilger, tient au fait que les entreprises peuvent contourner le système en déposant le bilan abusivement. En effet, le SASS exige qu'une entreprise ne mène pas une politique plus inflationniste que par le passé, mais ne lui fixe aucune norme à son démarrage quant au taux de marge qu'elle pratique. Une entreprise qui voudrait accroître ses marges en augmentant ses prix (ce que le SASS empêche de faire), peut se déclarer en faillite, et rouvrir sous un autre nom. La nouvelle entreprise, ayant racheté le capital de l'ancienne et embauché ses employés, peut mener une politique plus inflationniste que cette dernière, puisqu'en tant que nouvelle entreprise elle ne subit aucun contrôle. Dans ses écrits tardifs, François Bilger émet l'idée serait de créer un conseil de la concurrence qui traquerait les abus en contrôlant la viabilité des entreprises qui font faillite, avec possibilité de préemption si l'entreprise qui fait faillite est potentiellement rentable.

### La construction monétaire européenne
Dans les années 1990, François Bilger s'investit dans l'inspection théorique de la construction monétaire européenne, dont il dénonce certains aspects délaissés, comme la mise en place d'un dispositif redistributif entre pays pour remplacer la possibilité d'ajustement par le change qui existait avant l'unification monétaire en cas de choc asymétrique au sein de la zone euro. Son analyse, inspirée de la théorie des zones monétaires optimales de Robert Mundell, le conduit à préconiser le maintien des monnaies nationales, et de n'utiliser l'euro que comme une monnaie commune, non unique. Cet euro monnaie purement internationale fait un peu penser au bancor que John Maynard Keynes avait proposé comme monnaie d'échange internationale à la conférence de Bretton Woods.